# Рик Граймс
Ричард «Рик» Граймс (англ. Richard "Rick" Grimes) — вымышленный персонаж серии комиксов издательства Image Comics Ходячие мертвецы и одноимённого сериала телеканала AMC. Актёр Эндрю Линкольн, исполняющий роль Рика в сериале, за свою роль в 2011 году был номинирован на премию «Сатурн» в категории «Лучший телеактёр».

## Биография в комиксах
До эпидемии: Рик был полицейским в маленьком городке. С помощью своего младшего брата, он познакомился со своей будущей женой Лори, и вскоре у них родился сын Карл.
После Эпидемии: Рик стал лидером группы выживших. Потерял жену и небиологическую дочь в войне за тюрьму. После попадания в безопасную зону с выжившими позже был назначен констеблем в «Александрии». После победы в войне с Ниганом, заточил противника в тюрьму. Сумел объединить выжившие коммуны, занимается возрождением цивилизации.
История Рика оборвалась в 192 выпуске, когда сын Памелы застрелил его. Утром превратившегося в мертвеца Рика обнаружил и окончательно убил Карл.

## Биография в сериале
Рик Граймс служил помощником шерифа в небольшом провинциальном городке, расположенном в штате Джорджия. От тяжелых ранений, полученных в перестрелке с преступниками, он впал в кому, и пробыл в ней до того момента, когда эпидемия вируса, превращающего людей в зомби, захватила мир. Как только он пришел в себя и понял, что случилось, он отправился искать свою семью — жену Лори и своего сына Карла. Рик — простой человек из самой обыкновенной семьи. Рик — прирождённый лидер, и даже то, что он порой не уверен в себе, не мешает ему быть уверенным в своих способностях руководителя. Его стремления поступать правильно и всегда защищать слабых, неспособных постоять за себя людей, стали причиной трещины в его семейных отношениях и окончательно отдалили его от семьи. С напарником Шейном его связывают крепкие, проверенные временем дружеские отношения. Между ними была настоящая мужская дружба. Каждый из них мог положиться на товарища, и сам в свою очередь был готов прийти на помощь, когда это необходимо. Группа Рика и Шейна решает ехать в ЦКЗ (Центр Контроля Заболеваний), на военную базу Форт Беннинг, в надежде излечить раненых. По дороге они бегут в ЦКЗ, где от ученого они узнают о падении цивилизации, правительств и армии. Далее группа направляется в Форт Беннинг, надеясь на безопасное там место. По дороге они застревают и теряют в лесу девочку Софию. В процессе поисков девочки местный фермер Отис по ошибке стреляет в Карла. Чтобы спасти мальчика, Рик вместе с Шейном бегут на ферму Хершела, где тот спасает ему жизнь. Группа на время останавливается на ферме, чтобы отыскать девочку и подождать, пока Карл поправится. Незадолго до уничтожения фермы команда узнает, что девочка умерла, также от других выживших Рик узнает, что военная база Форт Беннинг уничтожена и переполнена зомби. Позже Рик вместе с группой выживших поселяется в тюрьме. Из-за боязни потерять семью Рик убивает несколько заключённых, а «безобидных» отказывается пропускать в свою часть тюрьмы. Позже Лори погибает при родах. Рождается дочь — Джудит. Некоторое время после смерти жены Рик не может прийти в себя. После падения тюрьмы долгое время скитался со своей группой по штату Джорджии, где они попали в плен в руки безжалостным каннибалам. Рик и его команда смогли сбежать из плена и через какое-то время убить их. Далее команду приняли в общину, где они поселились в безопасном и хорошо укрепленном месте под названием «Александрия». Там им пришлось уживаться и строить отношение с беспечными людьми, которые не сильно пострадали от эпидемии. Рик и его команда укрепила общину, попутно узурпировав власть. Далее через какое-то время Рик со своей командой знакомятся с другой общиной, Хилтоп. От её представителей они узнают об огромной банде Спасителей, которые занимаются вымогательством провизии у общин. Рик совершает сделку: он со своей командой уничтожает Спасителей, а Хилтоп дает им часть их урожая. Команда Рика уничтожает их аванпост, но вскоре они узнают, что у Спасителей целая армия бойцов и большая сеть баз. Лидер Спасителей Ниган берет верх над командой Рика и подчиняет их себе, Рику и его команде ничего не остаётся, как работать на них как рабы, путём сдачи им половины припасов своей общины. Жестокий и безжалостный Ниган продолжает убивать жителей мирного города, Рик и его команда не намерены это больше терпеть. Он и его люди объединяются с другими общинами, поднимая восстание, и готовы на всё, чтобы дать отпор и вернуть себе свободу. Все они идут на войну против Нигана и Спасителей. В этой войне Рик теряет своего сына Карла. После победы над Спасителями он заточил Нигана в тюрьму. Сдавшимся выжившим врагам Рик предложил объединиться и заниматься возрождением цивилизации. Некоторое время спустя Рик и Дерил видят крупное стадо мертвецов, угрожающее поселениям. Рик пытается его увести в сторону, но в результате несчастного случая оказывается тяжело ранен. Тем не менее ему удается вывести стадо на недавно отремонтированный мост и взорвать его вместе с мертвецами. Его друзья, ставшие свидетелями этого, решают, что Рик погиб, но на самом деле его находит и спасает Энн Стоукс — бывший лидер сообщества Мусорщиков, уничтоженного спасителями, и тайный агент загадочной Гражданской республики — могучего и технически оснащённого сообщества. На вертолёте Энн увозит Рика в республику, где его против воли сначала заставляют работать на благо республики, а затем заставляют вступить в армию, несмотря на то, что Рик неоднократно пытался сбежать из Республики, а во время одного из побегов отрубил себе левую руку. Так проходят годы, пока однажды Рик случайно не встречает Мишонн, которая искала его и которая пострадала из-за армии республики. Вместе они пережили ряд опасных приключений, им пришлось столкнуться с кознями Энн, ставшей в республике важным лицом, раскрыть заговор военной верхушки и предотвратить уничтожение города с мирными жителями, прежде чем они наконец вернулись в Александрию к своим детям.

## Критика и отзывы
- Рик Граймс занял 26 строчку в списке 100 лучших героев комиксов по версии IGN[2]